# Babenhausen (Bavorsko)
Babenhausen je městys (Markt) v německé spolkové zemi Bavorsko, v zemském okrese Unterallgäu ve vládním obvodu Švábsko.
Žije zde přibližně 5 900 obyvatel.

## Administrativní členění
Městys sestává ze čtyř místních částí: 
- Babenhausen (střed a správa)
- Gaierberghof
- Klosterbeuren
- Unterschönegg

## Poloha
Sousední obce jsou: Boos, Egg an der Günz, Kettershausen, Kirchhaslach, Oberroth, Oberschönegg, Osterberg a Winterrieden.

## Historie
První písemná zmínka z 24. března 1237 uvádí Babinhusin, podle starohornoněmeckého osobního jména Babo. Císař Ludvík Bavorský udělil Babenhausenu městská práva v roce 1337. Rudolf Mötteli z Rappensteinu v roce 1436 zakoupil hrad a tržní právo za 2000 zlatých od Benna a Albrechta z Rechbergu. V roce 1466 císař opět Babenhausenu městská práva odňal.
V roce 1538 bankéř Anton Fugger, povýšený do stavu na říšského hraběte, získal renesanční zámek a s ním spojené panství, které od roku 1500 patřilo k Švábsku. Trh byl následně také vlastnictvím knížat Fugger-Babenhausen. Sídlo bylo v roce 1803 povýšeno na říšské knížectví a v roce 1806 se stalo součástí Bavorského království.

## Památky
- Zámek v Babenhausenu; původně hrad, rodinou Fuggerů přestavěn na renesanční zámek
- Farní kostel sv. Ondřeje v Babenhausenu; gotická trojlodní bazilika
- Kaple sv. Petra z Alkantary v Unterschöneggu